# Mecometopus sulphurosus
Mecometopus sulphurosus là một loài bọ cánh cứng trong họ Cerambycidae.